# King Edward Peak
King Edward Peak är en bergstopp i Kanada.   Den ligger i provinsen British Columbia, i den södra delen av landet, 2 900 km väster om huvudstaden Ottawa. Toppen på King Edward Peak är 2 789 meter över havet, eller 430 meter över den omgivande terrängen. Bredden vid basen är 2,2 km.
Terrängen runt King Edward Peak är kuperad norrut, men söderut är den bergig.Trakten runt King Edward Peak är nära nog obefolkad, med mindre än två invånare per kvadratkilometer.. Det finns inga samhällen i närheten.
I omgivningarna runt King Edward Peak växer i huvudsak barrskog.